# Ophioconis indica
Ophioconis indica is een slangster uit de familie Ophiodermatidae.
De wetenschappelijke naam van de soort werd in 1897 gepubliceerd door René Koehler.